# Zmijewski
Das polnische  Adelsgeschlecht Zmijewski (auch: Zmierski, Zmyenski, Zmiewski, Żmijewski) wurde erstmals im 14. Jahrhundert erwähnt.
Aus diesem Geschlecht gingen zahlreiche Zweige hervor wie die Familien Zmiewski, Zmijowski, Kurpiewski und auch die Zmijewski von Natterfeld - Mazzonna.
Anfangs war es seit 1440 vor allem in Masowien ansässig, danach auch in Wolhynien, wo es zahlreich Ortschaften erwarb.
Auch in Galizien waren die Zmijewski ansässig. Sie gehörten den Wappenstämmen Jastrzębiec, Ślepowron, Śreniawa und Wężyk an.
Nach der Einverleibung Westpreussens durch den preußischen Staat wurde die Familie durch einen Huldigungsakt vor König Friedrich dem Großen (1712–1786) als Angehöriger des preußischen Adels anerkannt. Dies wurde urkundlich bestätigt (vgl. Ledeburs Adelslexikon 3. Band, S. 25, 171). Durch diesen Huldigungsakt kam das deutsche „von“ in den Namen. Durch den Akt der Huldigung erhielten nicht nur die jeweiligen Personen die Bestätigung der Zugehörigkeit zum preußischen Landesadel, sondern auch deren Nachkommen beiderlei Geschlechts im Mannesstamm.
Aufgrund des umfangreichen Besitzes galt die Familie in Polen als „magnificus“ (lat.: Prachtvoller/Erhabener). Dies entsprach in Preußen in etwa der Grafenwürde.
Als Stammgut der Zmijewski in Westpreußen gilt Zmijewo (Hohenlinden) bei Strasburg dem heutigen Brodnica auch der Ort Żmijewsko gehörte zu Besitz. 
Erster Besitzer der Ortschaft Zmijewo war Wojciech Zmijewski, der 1535 nach Preußen zog.
Ein Beispiel für den Landbesitz war Alojzy Zmijewski der 1824 vom Grafen Narcyz Olizar die Ortschaften Warowsk, Olizarówka, Krapiwna, Warchalewo, Ośnina erwarb. 

## Bekannte Personen
- Dmitir Zmijewski, Stallmeister von Litauen und Kammerherr des Königs Stanislaus II. August Poniatowski
- Jan Zmijowski, Kanon von Warschau
- Josef Zmijewski, Professor für Neutestamentliche Exegese
- Nicholas Zmijewski, Jagdmeister von Litauen
- Roberto Zmijewski v. Natterfeld - Mazzonna

Das Wappen Wężyk der Zmijowski
Das Wappen Szreniawa der Zmijewski
Das Wappen Jastrzebiec der Żmijewski
Das Wappen derer von Natterfeld Zmijewski und der Żmijewskis und Zmijowskis